# Ludwig Mayer (Mediziner)
Ludwig Mayer (* 10. März 1839 in Regensburg; † 24. Juli 1878 in München) war ein deutscher Mediziner.
Mayer besuchte ein Gymnasium in Regensburg und studierte anschließend ab 1857 an der Universität München Medizin, wo er 1862 auch promoviert wurde. Nach einigen Jahren als Assistent an einer Klinik in München, ging er auf eine wissenschaftliche Reise, die ihn nach Würzburg und Berlin führte. Nach seiner Rückkehr nach München wurde er Leibarzt des Herzogs von Bayern und dessen Familie und arbeitete als Chirurg und in der Ohrenheilkunde. Er wurde 1867 Privatdozent der medizinischen Fakultät in München und veröffentlichte in der Folgezeit zahlreiche Arbeiten zum Thema der Chirurgie. Im Jahr 1870 wurde er Oberarzt des städtischen Klinikums rechts der Isar und war während des Deutsch-Französischen Krieges als Leiter des Verwundetenlazaretts in Oberwiesenfeld tätig. Am 24. Juli 1878 starb er an einer Hirnhautentzündung.